# Craterocolla minuta
Craterocolla minuta är en svampart som först beskrevs av Narcisse Theophile Patouillard, och fick sitt nu gällande namn av Pier Andrea Saccardo 1896. Craterocolla minuta ingår i släktet Craterocolla och familjen Sebacinaceae.   Inga underarter finns listade i Catalogue of Life.